# Historias de nadie
Historias de nadie el segundo álbum de la agrupación Malpaís.

## Lista de canciones
1. "La Vieja"
2. "Marina"
3. "Mazurca de Dámaso"
4. "El perro azul de la nostalgia"
5. "Es tan tarde ya"
6. "Lo que tengo y no"
7. "El Portoncito"
8. "Antes del adiós"
9. "Chao Luna"
10. "Historia de Nadie"
11. "Única"
12. "Presagio"
13. "Más al norte del recuerdo"

- Datos: Q5773346